# Dennis Thies

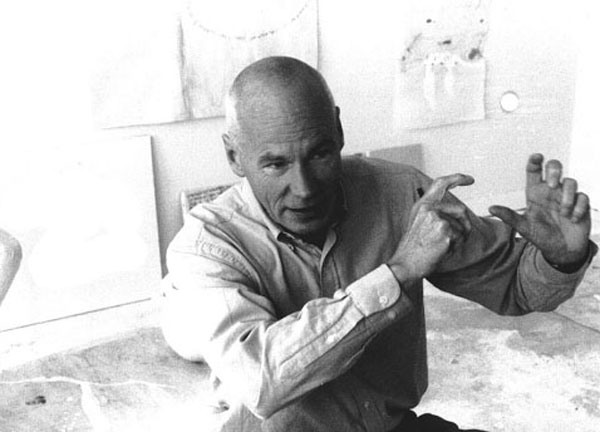
Dennis Thies (2012)

Dennis Thies (* 1947 in Köln) ist ein deutscher Künstler und Bildhauer.

## Leben
Von 1971 bis 1975 absolvierte Thies ein Bildhauerstudium in Köln bei Hans Karl Burgeff und in Düsseldorf bei Joseph Beuys. Nach Abschluss des Studiums folgten Arbeitsaufenthalte in Rom, Zürich und New York.
Thies lebt und arbeitet in Köln, Barcelona und Gassin, Südfrankreich.

## Werk
Seit 1971 liegt der Schwerpunkt seiner Arbeit in plastischen Arbeiten, Zeichnungen, Fotografien, Video und Klangstücken. Das Zusammenspiel der einzelnen Disziplinen ergibt die spezielle Aussage seines Werkes.
Im Zentrum der künstlerischen Tätigkeit von Dennis Thies steht der Mensch, nicht selten auch das Tier. Seine Wesen, die in Form von Skulpturen und Papierschnitten entstehen, heißen seit den 1980er Jahren TISI.
Thies reduziert Skulpturen in ihrer Form auf ein figuratives Kürzel. Oft zeigt er nur einen Umriss der Skulptur. Der Gesichtsausdruck wird auf zwei Punkte, Ellipsen oder eine Linie beschränkt. Manchmal werden sie mit Requisiten wie Blume, Hut, Stern oder Flasche ausgestattet.

## Ausstellungen (Auswahl)
- 1975 und 1979 Kunsthalle Recklinghausen
- 1983 National Museum, Seoul
- 1984 Museum für moderne Kunst, Santiago
- 1992 documenta IX, Atlantis Projekt
- 1992 Teilnahme an der EXPO 92 in Sevilla
- 2003 Rheinisches Landesmuseum Bonn

Außerdem schuf Thies Skulpturen für die Universität Ulm (2007) und das Kölner Rathaus (2008).

## Auszeichnungen
- 2004: Mechtild-Harf-Preis (Sponk Köln)